# Гран-при Австралии 2014 года
Гран-при Австралии 2014 года (официально 2014 Formula 1 Rolex Australian Grand Prix) — автогонка чемпионата мира «Формулы-1» прошла 16 марта на трассе Альберт Парк в Мельбурне, Австралия и стала первой гонкой сезона 2014 года.

## Свободные заезды
| Сессия | №  | Лидер           | Конструктор | Ш | Время    | Погода          | Воздух °C | Трасса °C |
| ------ | -- | --------------- | ----------- | - | -------- | --------------- | --------- | --------- |
| 1      | 14 | Фернандо Алонсо | Ferrari     | P | 1:31,840 | Солнечно, сухо. | +22       | +29       |
| 2      | 44 | Льюис Хэмилтон  | Mercedes    | P | 1:29,625 | Солнечно, сухо. | +22…19    | +32…21    |
| 3      | 6  | Нико Росберг    | Mercedes    | P | 1:29,375 | Облачно, сухо.  | +22…19    | +32…21    |

1-я сессия.
В этом году команды получили дополнительный комплект шин, с которым можно работать только в первые полчаса свободных заездов, поэтому начало сессии получилось весьма активным. Однако уже на первом круге остановился на трассе Льюис Хэмилтон — из-за проблем с датчиком силовой установки. Не смог поработать на этих шинах и Себастьян Феттель — его машиной занимались механики.
Гонщики достаточно часто ошибались, но без серьёзных последствий. В конце сессии на «Лотус» Пастора Мальдонадо заблокировались тормоза, и он вылетел с трассы. Венесуэлец избежал столкновения с барьером, но двигатель заглох. Его напарнику, Ромену Грожану, повезло ещё меньше — он так и не покидал боксы.
Не лучшей была ситуация и в «Катерхэм»: оба гонщика проехали лишь по одному кругу и больше из боксов не выезжали. На машине Камуи Кобаяси возникли проблемы с топливной системой, на машине Маркус Эрикссон — с батареей. Гонщики «Маруси» также проехали очень небольшую дистанцию, фактически не показав никакого результата. А вот Себастьян Феттель в итоге всё же смог проехать несколько кругов, завершив сессию на седьмой строчке.
Даниил Квят несколько раз ошибался, но в итоге проехал достаточно большую дистанцию. Его напарник Жан-Эрик Вернь был более стабилен, но на последних минутах ошибся на торможении, вылетел с трассы и едва не разбил машину.
2-я сессия.
Во второй тренировке состояние трассы улучшилось, команды приступили к привычной программе настройки машин и оценки эффективности двух составов резины на длинной дистанции.
В «Лотус» и «Катерхэм» разбирались с возникшими утром проблемами и фактически потеряли сессию, но на машинах «Ред Булл» и «Торо Россо» силовая установка «Рено» отработала без серьёзных проблем — по сравнению с зимними тестами мотористы явно добились прогресса.
Не обошлось без ошибок и вылетов — освоение новой системы торможения brake-by-wire даётся непросто. В конце сессии «Лотус» Грожана дёрнуло в сторону на прямой, машина зацепила барьер и вылетела в зону безопасности со сломанной подвеской. В связке 9-10 поворотов завязла в гравии «Форс Индия» Нико Хюлкенберга.
В остальном сессия прошла спокойно, почти все проехали более тридцати кругов, выполнив намеченную программу. Протокол возглавили гонщики Mercedes — только Хэмилтону и Нико Росбергу удалось проехать круг быстрее 1:30. Год назад во второй сессии лучший результат был почти на четыре секунды быстрее.
3-я сессия.
Пилот «Мерседес» Нико Росберг возглавил протокол третьей и заключительной части свободных заездов Гран При Австралии. Немец опередил на 1,391 сек. ставшего вторым Дженсона Баттона. Замкнул первую пятерку Фернандо Алонсо.
Россиянин Даниил Квят показал 11-е время, уступив лидеру 3,2 сек.
Наибольшее количество кругов проехал Кевин Магнуссен — 22, наименьшая дистанция на счету Валттери Боттаса и Эстебана Гутьерреса — 2 круга.

## Квалификация
| Место                                          | №  | Гонщик            | Конструктор          | Часть 1    | Часть 2  | Часть 3  | Старт |
| ---------------------------------------------- | -- | ----------------- | -------------------- | ---------- | -------- | -------- | ----- |
| 1                                              | 44 | Льюис Хэмилтон    | Mercedes             | 1:31,699   | 1:42,890 | 1:44,231 | 1     |
| 2                                              | 3  | Даниэль Риккардо  | Red Bull-Renault     | 1:30,775   | 1:42,295 | 1:44,548 | 2     |
| 3                                              | 6  | Нико Росберг      | Mercedes             | 1:32,564   | 1:42,264 | 1:44,595 | 3     |
| 4                                              | 20 | Кевин Магнуссен   | McLaren-Mercedes     | 1:30,949   | 1:43,247 | 1:45,745 | 4     |
| 5                                              | 14 | Фернандо Алонсо   | Ferrari              | 1:31,388   | 1:42,805 | 1:45,819 | 5     |
| 6                                              | 25 | Жан-Эрик Вернь    | Toro Rosso-Renault   | 1:33,488   | 1:43,849 | 1:45,864 | 6     |
| 7                                              | 27 | Нико Хюлькенберг  | Force India-Mercedes | 1:33,893   | 1:43,658 | 1:46,030 | 7     |
| 8                                              | 26 | Даниил Квят       | Toro Rosso-Renault   | 1:33,777   | 1:44,331 | 1:47,368 | 8     |
| 9                                              | 19 | Фелипе Масса      | Williams-Mercedes    | 1:31,228   | 1:44,242 | 1:48,079 | 9     |
| 10                                             | 77 | Валттери Боттас   | Williams-Mercedes    | 1:31,601   | 1:43,852 | 1:48,147 | 151   |
| 11                                             | 22 | Дженсон Баттон    | McLaren-Mercedes     | 1:31,396   | 1:44,437 |          | 10    |
| 12                                             | 7  | Кими Райкконен    | Ferrari              | 1:32,439   | 1:44,494 |          | 11    |
| 13                                             | 1  | Себастьян Феттель | Red Bull-Renault     | 1:31,931   | 1:44,668 |          | 12    |
| 14                                             | 99 | Адриан Сутиль     | Sauber-Ferrari       | 1:33,673   | 1:45,655 |          | 13    |
| 15                                             | 10 | Камуи Кобаяси     | Caterham-Renault     | 1:34,274   | 1:45,867 |          | 14    |
| 16                                             | 11 | Серхио Перес      | Force India-Mercedes | 1:34,141   | 1:47,293 |          | 16    |
| 17                                             | 4  | Макс Чилтон       | Marussia-Ferrari     | 1:34,293   |          |          | 17    |
| 18                                             | 17 | Жюль Бьянки       | Marussia-Ferrari     | 1:34,794   |          |          | 18    |
| 19                                             | 21 | Эстебан Гутьеррес | Sauber-Ferrari       | 1:35,117   |          |          | 212   |
| 20                                             | 9  | Маркус Эрикссон   | Caterham-Renault     | 1:35,157   |          |          | 19    |
| 21                                             | 8  | Ромен Грожан      | Lotus-Renault        | 1:36,993   |          |          | 20    |
| 107% от времени лидера первой сессии: 1:37,129 |    |                   |                      |            |          |          |       |
| 22                                             | 13 | Пастор Мальдонадо | Lotus-Renault        | без врем.3 |          |          | 22    |

Примечания
1. ↑  Валттери Боттас оштрафован на 5 позиций за смену коробки передач перед Гран-при.
2. ↑  Эстебан Гутьеррес оштрафован на 5 позиций за смену коробки передач перед Гран-при.
3. ↑  Пастор Мальдонадо не показал никакого времени, но был прощён стюардами и был допущен к старту.

## Гонка
Гонка началась в 17:00 по местному времени. Гонщики «Маруси» Макс Чилтон и Жюль Бьянки заглохли на стартовой решётке, причём у Бьянки появились проблемы после установочного круга, а Чилтон заглох в начале установочного круга. Ромен Грожан стартовал с пит-лейна из-за того, что выехал из гаражных боксов до разрешающего сигнала за 15 минут до гонки. Спустя несколько секунд после старта Фелипе Масса и Камуи Кобаяси попали в аварию, вызванную серьёзными проблемами на автомобиле Кобаяси, причём оба автомобиля гонку продолжить не смогли.
Нико Росберг захватил лидерство с первого поворота, несмотря на то, что Льюис Хэмилтон стартовал с поул-позишн. После первых пяти кругов Льюис Хэмилтон, также, как и защищающий свой чемпионский титул Себастьян Феттель, сошёл, оба — из-за проблем с двигателем. Росберг выиграл гонку с почти 25-секундным преимуществом, эта победа стала четвёртой в его карьере. Даниэль Риккардо занял второе место у себя на родине (однако впоследствии был дисквалифицирован). Джон Смит финишировал на подиуме в 1983, но в то время Гран-при Австралии не был этапом Чемпионата Мира Формулы-1. Кевин Магнуссен финишировал третьим, в двух секундах позади Риккардо. Он стал первым дебютантом Формулы-1 со времёнем Льюиса Хэмилтона в 2007 году, которому удалось финишировать на подиуме в своей первой гонке.
Четвёртым финишировал партнёр Магнуссена по «Макларену» Дженсон Баттон, уступивший победителю полминуты, пятым — Фернандо Алонсо, шестым — Валттери Боттас, седьмым — Нико Хюлькенберг, восьмым — Кими Райкконен (разочаровывающий результат для финна, который победил на Гран-при Австралии 2013 года), а пара «Торо Россо» Жан-Эрик Вернь и дебютант Даниил Квят замкнули очковую зону.
Гран-при Австралии 2014 стал первым этапом с Гран-при Венгрии 2013 года, на котором победил не Себастьян Феттель. Также это был первый с Гран-при Великобритании 2013 года, на котором он не смог попасть на подиум, не был классифицирован и не набрал ни одного очка. Даниэля Риккардо исключили из протокола, из-за того что датчик расхода топлива показал, что потребление превышало 100 кг/час, что запрещено регламентом. Команда Red Bull подала апелляцию на аннулирование результата Даниэля; апелляция была рассмотрена FIA 14 апреля и отклонена.
| Место | С   | +/- | №  | Гонщик            | Конструктор          | Ш | Круги | Время/причина схода | Скорость | Пит | О  |
| ----- | --- | --- | -- | ----------------- | -------------------- | - | ----- | ------------------- | -------- | --- | -- |
| 1     | 3   | ▲2  | 6  | Нико Росберг      | Mercedes             | P | 57    | 1:32:58,710         | 195,058  | 2   | 25 |
| ДСК   | 2   |     | 3  | Даниэль Риккардо  | Red Bull-Renault     | P | 57    | Дисквалифицирован1  | 194,204  | 2   |    |
| 2     | 4   | ▲2  | 20 | Кевин Магнуссен   | McLaren-Mercedes     | P | 57    | +26,777             | 194,126  | 2   | 18 |
| 3     | 10  | ▲7  | 22 | Дженсон Баттон    | McLaren-Mercedes     | P | 57    | +30,027             | 194,014  | 2   | 15 |
| 4     | 5   | ▲1  | 14 | Фернандо Алонсо   | Ferrari              | P | 57    | +35,284             | 193,832  | 2   | 12 |
| 5     | 15  | ▲10 | 77 | Валттери Боттас   | Williams-Mercedes    | P | 57    | +47,639             | 193,407  | 2   | 10 |
| 6     | 7   | ▲1  | 27 | Нико Хюлькенберг  | Force India-Mercedes | P | 57    | +50,718             | 193,301  | 2   | 8  |
| 7     | 11  | ▲6  | 7  | Кими Райкконен    | Ferrari              | P | 57    | +57,675             | 193,062  | 2   | 6  |
| 8     | 6   | ▼2  | 25 | Жан-Эрик Вернь    | Toro Rosso-Renault   | P | 57    | +1:00,441           | 192,967  | 2   | 4  |
| 9     | 8   | ▼1  | 26 | Даниил Квят       | Toro Rosso-Renault   | P | 57    | +1:03,585           | 192,860  | 2   | 2  |
| 10    | 16  | ▲6  | 11 | Серхио Перес      | Force India-Mercedes | P | 57    | +1:25,916           | 192,100  | 3   | 1  |
| 11    | 13  | ▲2  | 99 | Адриан Сутиль     | Sauber-Ferrari       | P | 56    | +1 круг             | 191,357  | 1   |    |
| 12    | 21  | ▲9  | 21 | Эстебан Гутьеррес | Sauber-Ferrari       | P | 56    | +1 круг             | 191,148  | 2   |    |
| 13    | 172 | ▲4  | 4  | Макс Чилтон       | Marussia-Ferrari     | P | 55    | +2 круга            | 187,463  | 2   |    |
| НКЛ   | 18  | ▲4  | 17 | Жюль Бьянки       | Marussia-Ferrari     | P | 49    | +8 кругов3          | —        | —   |    |
| Сход  | 204 | ▲5  | 8  | Ромен Грожан      | Lotus-Renault        | P | 43    | Силовая установка   | —        | —   |    |
| Сход  | 22  | ▲8  | 13 | Пастор Мальдонадо | Lotus-Renault        | P | 29    | Силовая установка   | —        | —   |    |
| Сход  | 19  | ▲2  | 9  | Маркус Эрикссон   | Caterham-Renault     | P | 27    | Давление топлива    | —        | —   |    |
| Сход  | 12  | ▼7  | 1  | Себастьян Феттель | Red Bull-Renault     | P | 3     | Двигатель           | —        | —   |    |
| Сход  | 1   | ▼19 | 44 | Льюис Хэмилтон    | Mercedes             | P | 2     | Двигатель           | —        | —   |    |
| Сход  | 9   | ▼12 | 19 | Фелипе Масса      | Williams-Mercedes    | P | 0     | Столкновение        | —        | —   |    |
| Сход  | 14  | ▼7  | 10 | Камуи Кобаяси     | Caterham-Renault     | P | 0     | Столкновение        | —        | —   |    |

Примечания
1. ↑  Даниэль Риккардо был дисквалифицирован за нарушение топливного лимита.
2. ↑  Макс Чилтон заглох на старте формирующего круга, и стартовал с пит-лейн.
3. ↑  Жюль Бьянки не прошёл 90% гоночной дистанции и по регламенту не был классифицирован.
4. ↑  Ромен Грожан стартовал с пит-лейн.
| № | Гонщик       | Конструктор | Круги | Всего |
| - | ------------ | ----------- | ----- | ----- |
| 6 | Нико Росберг | Mercedes    | 1-57  | 57    |

### Машина безопасности (причина появления)
- 12-15 круги (части колеса Боттаса на трассе).

| № | Гонщик       | Вид наказания                 | Причина наказания                               |
| - | ------------ | ----------------------------- | ----------------------------------------------- |
| 8 | Ромен Грожан | Штрафной «проезд по пит-лейн» | Покинул гараж раньше, чем за 15 минут до старта |

## Положение в чемпионате после Гран-при
| Место | +/- | Гонщик          | Очки |
| ----- | --- | --------------- | ---- |
| 1     | ▬   | Нико Росберг    | 25   |
| 2     | ▬   | Кевин Магнуссен | 18   |
| 3     | ▬   | Дженсон Баттон  | 15   |
| 4     | ▬   | Фернандо Алонсо | 12   |
| 5     | ▬   | Валттери Боттас | 10   |

| Место | +/- | Конструктор          | Очки |
| ----- | --- | -------------------- | ---- |
| 1     | ▬   | McLaren-Mercedes     | 33   |
| 2     | ▬   | Mercedes             | 25   |
| 3     | ▬   | Ferrari              | 18   |
| 4     | ▬   | Williams-Mercedes    | 10   |
| 5     | ▬   | Force India-Mercedes | 9    |

- Примечание: в обе таблицы включены только первые 5 позиций.
- 32-й поул Льюиса Хэмилтона, по этому показателю он сравнялся с Найджелом Мэнселлом.
- 18-й поул команды Mercedes.
- 5-й быстрый круг Нико Росберга.
- 14-й быстрый круг команды Mercedes.
- 4-я победа Нико Росберга.
- 14-я победа команды Mercedes.
- 50-й подиум Дженсона Баттона.
- 1000-й км лидирования Нико Росберга.
- 1000-й круг Жюля Бьянки.
- 250-й Гран-при в карьере Дженсона Баттона.
- 400 000-й км пройденный в гонке французскими гонщиками.

Источник: f1news.ru

## Интересные факты
Команда Заубер провела свой 296-й Гран-при в своей истории без побед. По этому печальному показателю швейцарская команда сравнялась с командой Эрроуз и уступает только команде Минарди.